# Représentations diplomatiques à Monaco

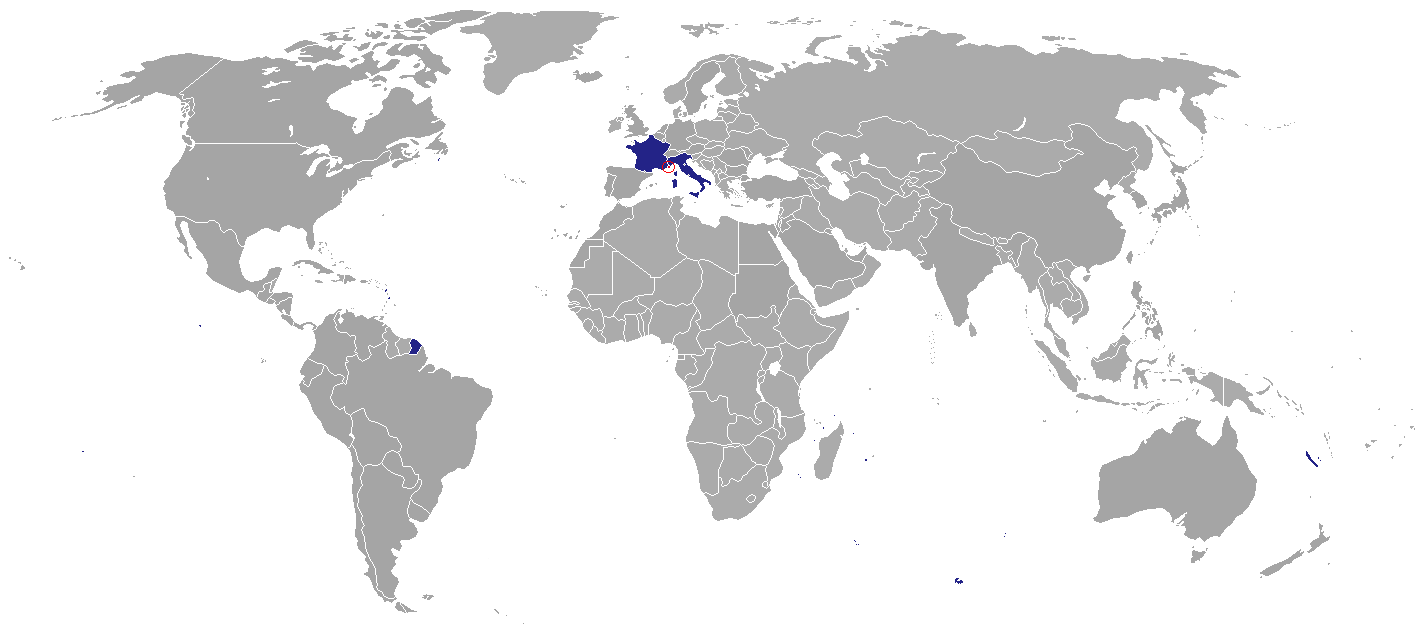
Représentations diplomatiques à Monaco

Cette page répertorie les représentations diplomatiques résidant à Monaco. Actuellement, la Principauté abrite trois ambassades. Certains pays, tout en accréditant un ambassadeur à Paris, entretiennent des relations quotidiennes et fournissent des services consulaires auprès des consulats généraux des villes françaises voisines, comme Marseille ou Nice, ou emploient des consuls honoraires.

## Ambassades
La Rousse/Saint Roman
- France
- Italie

Monte-Carlo
- Ordre de Malte

## Consulats honoraires
Fontvieille
- Croatie
- Équateur
- Islande
- Liban
- Malte
- Paraguay
- Salvador

La Colle
- Lettonie
- Seychelles

La Condamine
- Albanie
- Belgique
- Brésil
- Chypre
- Finlande
- Îles Cook
- Norvège
- Uruguay

Larvotto
- Bahamas
- Bosnie-Herzégovine
- Chili
- Danemark
- Gabon
- Macédoine du Nord
- Maldives
- Maroc
- République centrafricaine
- Tchéquie

Les Révoires
- Bulgarie
- Madagascar

Moneghetti
- Djibouti

Monaco-Ville
- Niger

Monte-Carlo
- Autriche
- Canada
- Colombie
- Cote d'Ivoire
- Espagne
- Estonie
- Grèce
- Guatemala
- Guinée
- Hongrie
- Irlande
- Jamaïque
- Japon
- Jordanie
- Luxembourg
- Mali
- Maurice
- Mexique
- Mozambique
- Pays-Bas
- Pérou
- Pologne
- République dominicaine
- Royaume-Uni
- Russie
- Saint-Marin
- Sénégal
- Slovaquie
- Slovénie
- Sri Lanka
- Suisse
- Thaïlande

Saint Michel
- Afrique du Sud
- Pakistan
- Philippines
- Roumanie
- Suède

La Rousse/Saint Roman
- Allemagne
- Kazakhstan
- Venezuela

## Ambassades non résidentes
Résidant à Paris, sauf indication contraire.
| - République islamique d'Afghanistan - Afrique du Sud - Albanie - Algérie - Allemagne - Andorre (Andorre la Vieille) - Angola - Antigua-et-Barbuda (Londres) - Arabie saoudite - Argentine - Arménie - Australie - Autriche - Azerbaïdjan - Bahreïn - Belgique - Bénin - Biélorussie - Bosnie-Herzégovine - Brésil - Brunei - Bulgarie - Burkina Faso - Burundi - Chili - Chine - Chypre - Colombie - Corée du Sud - Costa Rica - Croatie - Cuba - Danemark - Djibouti - Dominique (Londres) - Égypte - Émirats arabes unis - Équateur - Espagne - Estonie - États-Unis - Fidji (Bruxelles) - Finlande - Gabon - Géorgie | - Grèce - Grenade (Bruxelles) - Guatemala - Guinée - Guinée équatoriale - Haïti - Honduras - Hongrie - Inde - Indonésie - Irak - Iran - Irlande - Islande - Israël - Jamaïque (Bruxelles) - Japon - Kazakhstan - Kosovo - Koweït - Laos - Lesotho (Berlin) - Lettonie - Liban - Liberia - Libye - Liechtenstein (Bruxelles) - Lituanie - Luxembourg - Macédoine du Nord - Madagascar - Malaisie - Malawi (Bruxelles) - Mali - Malte (La Vallette) - Maroc - Maurice - Mauritanie - Mexique - Moldavie - Mongolie - Monténégro - Népal - Nicaragua - Nouvelle-Zélande | - Niger - Nigeria - Norvège - Oman - Ouganda - Ouzbékistan - Pakistan - Panama - Paraguay - Pays-Bas - Pérou - Philippines - Pologne - Portugal - Qatar - République centrafricaine - République dominicaine - République du Congo - République tchèque - Roumanie - Royaume-Uni - Russie - Rwanda - Saint-Marin (Saint Marin) - Salvador - Sénégal - Serbie - Seychelles - Slovaquie - Slovénie - Soudan - Sri Lanka - Suède - Suisse - Tanzanie - Thaïlande - Togo - Tunisie - Turkménistan - Turquie - Ukraine - Uruguay - Vatican (Bruxelles) - Venezuela - Viêt Nam |